# Škarnice
Škarnice – wieś w Słowenii, w gminie Dobje. W 2018 roku liczyła 51 mieszkańców.